# Ґуречкі (Великопольське воєводство)
Ґуречкі (пол. Góreczki, нім. Goretschki) — село в Польщі, у гміні Козьмін-Велькопольський Кротошинського повіту Великопольського воєводства.
Населення — 169 осіб (2011).
У 1975-1998 роках село належало до Каліського воєводства.

## Демографія
Демографічна структура станом на 31 березня 2011 року:
|          | Загалом | Допрацездатний вік | Працездатний вік | Постпрацездатний вік |
| -------- | ------- | ------------------ | ---------------- | -------------------- |
| Чоловіки | 84      | 20                 | 54               | 10                   |
| Жінки    | 85      | 26                 | 48               | 11                   |
| Разом    | 169     | 46                 | 102              | 21                   |